# Philippe Lamon

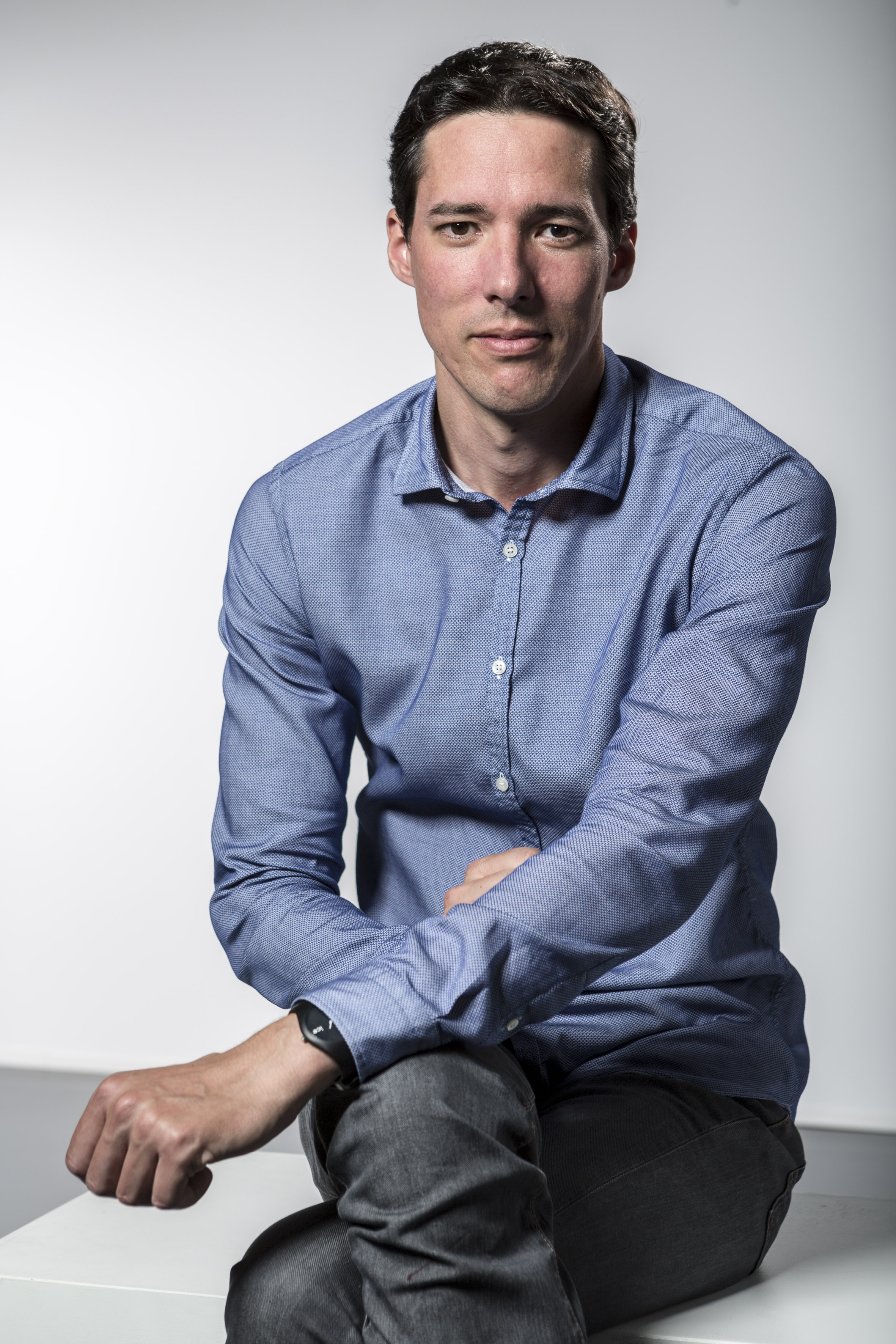
Philippe Lamon, 2016

Philippe Lamon (* 15. Dezember 1978 in Sion, Kanton Wallis) ist ein französischsprachiger Schweizer Schriftsteller.

## Leben
Philippe Lamon wuchs in Sion auf, wo er das Lycée-collège des Creusets besuchte. Danach absolvierte er ein Studium der Politikwissenschaft an der Universität Lausanne. Er ist in der Verwaltung der ETH Lausanne tätig und lebt in Prilly.
Lamon hat bisher (Stand Sommer 2022) drei Romane und einige Erzählungen veröffentlicht. Er ist Mitglied der Association vaudoise des écrivains.

## Auszeichnungen
- 2016: Unterstützungsbeitrag des Kantons Wallis
- 2016: Prix littéraire concours Vigousse et Semaine du goût
- 2017: Prix de la Société des écrivains valaisans (SEV)

## Werke
- Comment j’ai vengé ma ville. Roman, Genf 2013, ISBN 978-2-940422-22-7
- Baba au rhum. Roman, Genf 2016, ISBN 978-2-940422-49-4
- Le Casting. Roman, Genf 2019, ISBN 978-2-940576-50-0